# Dezinformarea și controversele cu privire la vaccinul COVID-19

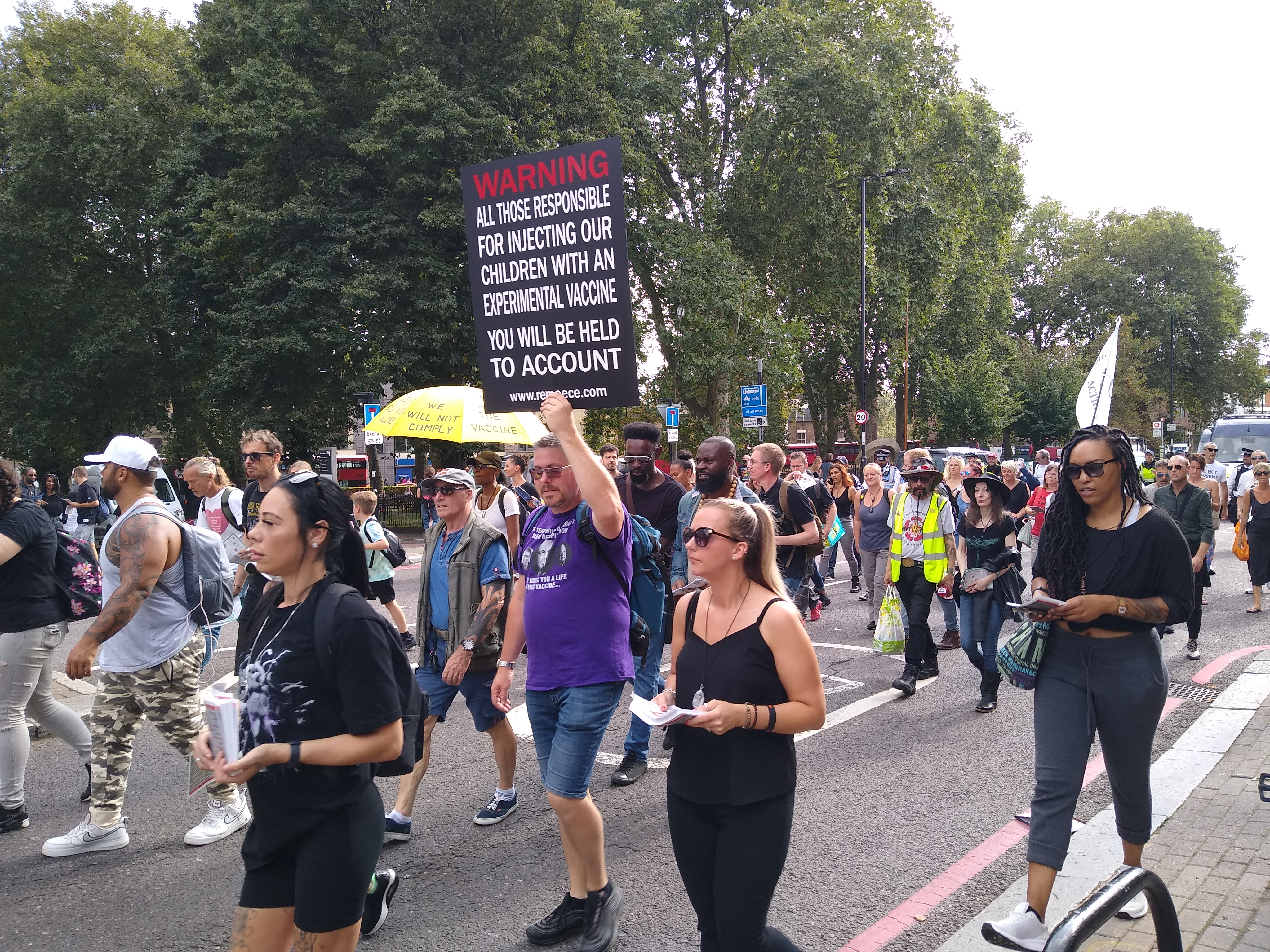
Protest împotriva vaccinării împotriva COVID-19 în Londra, Regatul Unit

În multe țări, diseminarea unor afirmații și perspective variate cu privire la vaccinurile anti-COVID-19 a generat discuții publice ample. Acestea includ îngrijorări legate de potențialele efecte secundare, interpretări diferite ale modului în care sistemul imunitar răspunde la vaccinare și dezbateri despre dezvoltarea și distribuția vaccinurilor. În plus, au apărut și teorii conspiraționiste, cum ar fi presupusa legătură dintre COVID-19 și tehnologia 5G, alături de alte informații controversate. Răspândirea acestor informații, inclusiv a conținutului provenit de la susținătorii mișcărilor antivaccin, a influențat în unele cazuri atitudinea publicului față de vaccinare. Ca răspuns, guvernele și organizațiile private din întreaga lume au implementat măsuri pentru a încuraja sau impune vaccinarea, cum ar fi loteriile, obligațiile de vaccinare, și accesul gratuit la evenimente. Aceste inițiative au alimentat dezbateri referitoare la legalitatea și eficiența lor.
În SUA, unii oameni de știință biomedicali proeminenți care susțin public vaccinarea au raportat că au primit amenințări și hărțuiri pe e-mail și pe rețelele sociale din partea celor care se opun vaccinării.

## Dezinformare

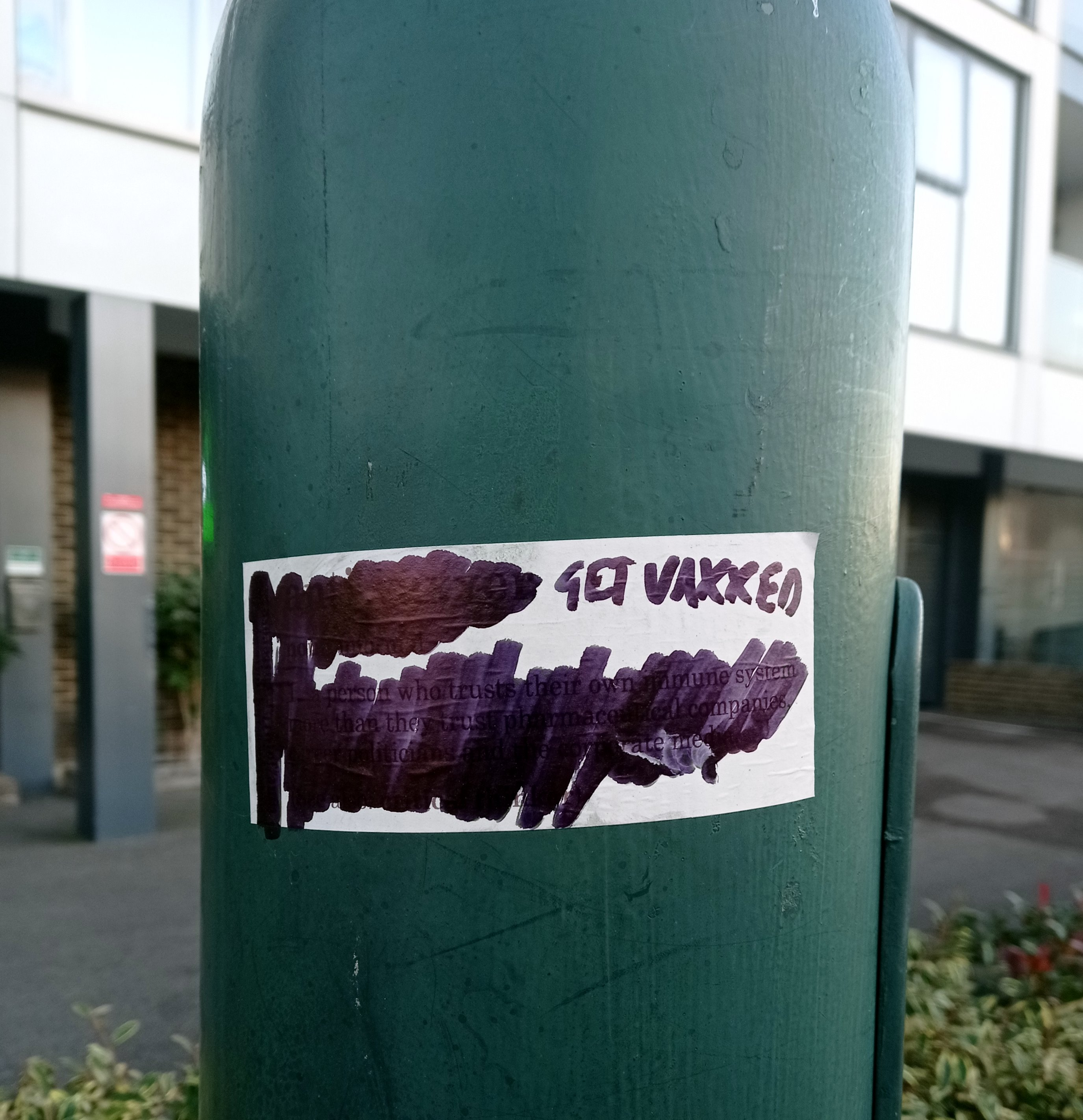
Un autocolant antivaccin modificat pentru a promova vaccinurile în nordul Londrei

Teorii false despre vaccinurile anti-COVID-19 s-au răspândit în întreaga lume.

### COVID-19 și teorii legate de variante
Înainte de lansarea vaccinului, mulți oameni au fost sceptici în privința gravității COVID-19 sau a numărului de cazuri raportate în țările lor în 2020 și 2021. Acest scepticism a fost amplificat de regretatul președinte al Tanzaniei, John Pombe Magufuli, care a susținut că Tanzania a fost liberă de COVID-19 la mijlocul anului 2020 și a promovat remedii pe bază de plante, rugăciuni și inhalarea de aburi ca tratamente pentru virus. Scepticismul său a contribuit la ezitarea vaccinării în Tanzania.

#### Varianta Delta și vaccinuri
Pe măsură ce varianta Delta s-a răspândit la nivel global, campaniile de dezinformare au sugerat că vaccinurile COVID-19 au provocat apariția acestei variante, deși vaccinurile nu conțin virus viu și nu pot replica virusul. Un virusolog francez a susținut în mod fals că anticorpii produși de vaccinuri ar fi creat și favorizat variantele COVID-19, invocând o teorie cunoscută sub numele de amplificare dependentă de anticorpi, care fusese deja demontată anterior. O altă teorie neadevărată, provenită din India, susținea că vaccinurile COVID-19 ar reduce capacitatea oamenilor de a rezista noilor variante, în loc să sporească imunitatea.
Un alt exemplu de dezinformare a fost un articol publicat pe site-ul Natural News în iulie 2021, care susținea că directoarea CDC, Rochelle Walensky, ar fi recunoscut că vaccinurile COVID-19 nu protejează împotriva variantei Delta și că persoanele vaccinate ar putea deveni „super-răspânditori” din cauza unei încărcături virale mai mari. În realitate, Walensky a declarat că atât persoanele vaccinate, cât și cele nevaccinate pot avea încărcături virale similare atunci când sunt infectate cu varianta Delta, dar nu a afirmat că persoanele vaccinate au o încărcătură virală mai mare sau că ar fi super-răspânditori. Ea a subliniat că vaccinul continuă să prevină formele grave ale bolii, spitalizarea și decesul. Un studiu publicat în New England Journal of Medicine în iulie 2021 a arătat că vaccinul Pfizer-BioNTech COVID-19 a fost eficient în proporție de 88% împotriva infecțiilor simptomatice cauzate de varianta Delta.

### Crima organizată și vaccinurile false
În iulie 2021, poliția indiană a arestat 14 persoane implicate în administrarea de doze false de vaccin, în care serul de vaccin Oxford-AstraZeneca a fost înlocuit cu soluție salină la aproape o duzină de centre private din Mumbai. Organizatorii, inclusiv personal medical, solicitau între 10 și 17 dolari pe doză, iar peste 2.600 de persoane au plătit pentru aceste vaccinuri false.
În decembrie 2020, Interpol a emis o alertă globală adresată agențiilor de aplicare a legii pentru a fi atenți la rețelele de crimă organizată care vizau vaccinurile COVID-19, atât fizic, cât și online. Organizația Mondială a Sănătății (OMS) a lansat un avertisment similar, menționând că unele doze de vaccinuri erau oferite pe dark web la prețuri între 500 și 750 de dolari, fără a exista vreo modalitate de a verifica proveniența acestora.

#### Carduri de vaccinare false
În Statele Unite, a existat o creștere a cererii pentru carduri de vaccinare false sau modificarea fișelor medicale pentru a demonstra vaccinarea. De exemplu, în Hawaii, o turistă a fost arestată pentru utilizarea unui card fals de vaccinare, iar în California, un medic a fost arestat pentru falsificarea fișelor de vaccinare ale pacienților. În Vermont, trei polițiști au fost arestați pentru ajutor în crearea de carduri false. În august 2021, autoritățile vamale din SUA au confiscat 121 de pachete cu peste 3.000 de carduri de vaccinare false expediate din Shenzhen, China.
Un raport publicat de Check Point în august 2021 a arătat că cardurile de vaccinare false erau vândute prin aplicații de mesagerie la prețuri între 100 și 120 de dolari. Interpol a observat o creștere a cardurilor de vaccinare false în țările care impuneau teste COVID-19 negative pentru a permite intrarea.

### Afirmații medicale

#### Afirmații de ineficacitate

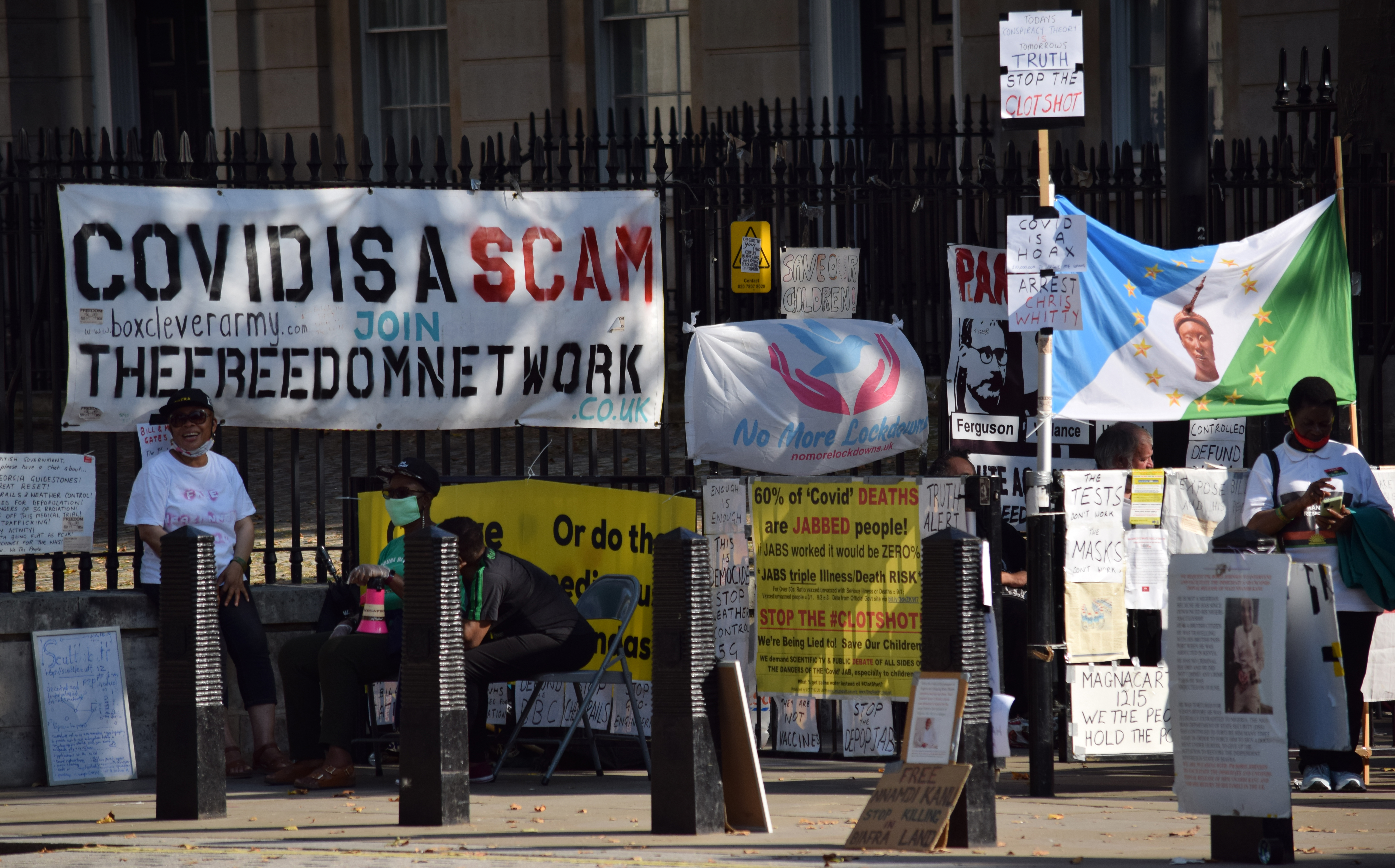
Protestatari împotriva vaccinării cu un afiș galben pe care se afirmă „60% din decesele cauzate de Covid sunt provocate de persoane injectate” (printre alte referiri la teoriile conspirației)

Au existat afirmații eronate, bazate pe interpretări greșite ale datelor statistice, cu privire la eficacitatea vaccinurilor COVID-19. O greșeală comună constă în concluzia că vaccinurile ar fi ineficiente sau ar avea o eficacitate scăzută, pe baza proporției aparent mari de persoane vaccinate care ajung să fie spitalizate sau să moară din cauza COVID-19. Această concluzie eronată ignoră „eroarea ratei de bază”, care apare atunci când nu se ia în considerare proporția ridicată a persoanelor vaccinate în populația generală. De asemenea, nu se ține cont de faptul că persoanele cu risc mai mare de forme severe de COVID-19 sunt vaccinate prioritar, ceea ce poate genera un efect statistic cunoscut sub numele de „paradoxul Yule–Simpson”.
Un raport al Scientific Pandemic Influenza Group on Modelling (SPI-M) din Regatul Unit, publicat în martie 2021, a prezis că majoritatea spitalizărilor și deceselor ar fi în rândul persoanelor vaccinate, dar acest lucru nu reflectă ineficiența vaccinului. De fapt, raportul subliniază că acest fenomen apare din cauza ratei ridicate de vaccinare în rândul populației generale.
Mai multe studii au demonstrat eficacitatea dozelor de rapel în creșterea protecției împotriva infecției și severității reduse a bolii . Afirmația lui Ron DeSantis din 17 ianuarie 2023, conform căreia doza bivalentă de rapel crește riscul de infecție, a fost evaluată de PolitiFact ca fiind falsă. Un studiu a arătat că rapelul bivalent are o eficiență de 30% în prevenirea infecțiilor.

#### Vaccinurile cu ARNm nu sunt vaccinuri
Una dintre cele mai răspândite dezinformări susținea că vaccinurile pe bază de ARNm modifică ADN-ul uman. Această afirmație este falsă, deoarece ARNm nu poate pătrunde în nucleul celulelor și nu are capacitatea de a altera ADN-ul. ARNm este degradat rapid în citoplasmă, iar vaccinurile nu conțin mecanisme precum cele ale retrovirusurilor, care ar putea introduce material genetic în nucleul celulei.

#### Modificarea ADN-ului uman
Deși unii au încercat să clasifice vaccinurile cu ARNm drept „terapie genică” pe baza faptului că ele introduc material genetic (ARN) în celule, aceste vaccinuri nu modifică genomul uman și nu sunt considerate terapie genică de organizațiile de reglementare, cum ar fi CDC și FDA. Ele doar instruiesc celulele să producă proteine virale pentru a stimula răspunsul imun.

#### Sănătate reproductivă
O altă teorie falsă a sugerat că vaccinurile COVID-19 pot provoca infertilitate prin interferarea cu sincitina-1, o proteină implicată în formarea placentei. Această teorie, promovată inițial de Wolfgang Wodarg și Michael Yeadon, nu are nicio bază științifică. De fapt, proteina de vârf a SARS-CoV-2, vizată de vaccinuri, și sincitina-1 au în comun doar o secvență foarte scurtă de aminoacizi, insuficientă pentru a provoca astfel de efecte.
Unele afirmații false susțin că persoanele vaccinate ar putea „împrăștia” proteinele vârf SARS-CoV-2, afectând menstruația sau provocând avorturi spontane la femeile nevaccinate. Aceste afirmații nu sunt susținute de dovezi științifice. Medici și cercetători au subliniat că vaccinurile COVID-19 nu pot afecta persoanele nevaccinate, inclusiv sănătatea reproductivă.

#### Paralizia Bell
Au apărut îngrijorări cu privire la o posibilă legătură între vaccinul Pfizer-BioNTech și paralizia Bell, după ce patru participanți la studiile clinice au dezvoltat această afecțiune. Cu toate acestea, FDA a indicat că incidența paraliziei Bell în rândul celor vaccinați este similară cu rata naturală a acestei afecțiuni în populația generală.
În prezent, nu există dovezi concludente care să demonstreze o legătură de cauzalitate, iar majoritatea cazurilor de paralizie Bell sunt temporare și auto-limitante.

#### Cheaguri de sânge
Videoclipuri postate pe Facebook și Instagram au susținut, fără dovezi, că 62% dintre persoanele cărora li s-a administrat un vaccin cu ARNm dezvoltă cheaguri de sânge și că vaccinul COVID-19 produs de Pfizer face ca sângele să se coaguleze „într-un minut sau două”. Studiile au descoperit o potențială legătură între vaccinurile produse de AstraZeneca și Janssen și o tulburare rară de coagulare numită tromboză cu sindrom de trombocitopenie (TTS), dar riscul este extrem de redus pentru majoritatea oamenilor. De exemplu, în Statele Unite, până în octombrie 2021, au fost confirmate 47 de cazuri de TTS în rândul a peste 15 milioane de beneficiari ai vaccinului Janssen. Un studiu publicat în British Medical Journal în 2021 a arătat că infecția cu SARS-CoV-2 are o probabilitate de 200 de ori mai mare de a provoca cheaguri de sânge decât vaccinul AstraZeneca.

#### Cancer
Site-ul Natural News a susținut în mod fals că vaccinurile cu ARNm pentru COVID-19 pot provoca cancer prin inactivarea proteinelor de suprimare a tumorilor. Această afirmație se bazează pe o interpretare greșită a unui studiu realizat în 2018 la Memorial Sloan Kettering Cancer Center (MSKCC), care nu avea nicio legătură cu ARNm-ul utilizat în vaccinuri. Studiul din 2018 s-a concentrat pe erori de transcriere în anumite molecule de ARNm care ar putea perturba proteinele suprimatoare de tumori. Totuși, ARNm-ul din vaccinurile COVID-19 este sintetizat în laborator și nu prezintă riscul de a genera astfel de erori în organism.

#### Boala prionică
O postare din 2021 pe Facebook, care a devenit virală, susținea că vaccinurile cu ARNm împotriva COVID-19 ar putea provoca boli prionice, dar această afirmație se baza pe o lucrare scrisă de J. Bart Classen. Lucrarea a fost publicată într-o revistă asociată cu editori prădători și nu a oferit dovezi concludente. Conform NewsGuard, Classen a utilizat doar un scurt rezumat al unei „analize nespecificate” pentru a susține aceste afirmații. Vaccinurile cu ARNm nu au fost asociate cu boli prionice, iar ARNm-ul din vaccinuri este degradat rapid în corpul uman, fără a se acumula în creier. În plus, Asociația Alzheimer din SUA a confirmat că vaccinurile COVID-19 sunt sigure pentru persoanele cu Alzheimer și alte forme de demență.

#### Vaccin împotriva poliomielitei ca purtător COVID-19
Mesajele de pe rețelele de socializare din Camerun au promovat o teorie a conspirației conform căreia vaccinurile împotriva poliomielitei ar conține COVID-19. Această teorie a agravat problemele de logistică și finanțare în eforturile de eradicare a poliomielitei, care erau deja complicate de pandemia COVID-19.

#### Îmbunătățirea dependentă de anticorpi (ADE)
Îmbunătățirea dependentă de anticorpi (ADE) este un fenomen rar în care o persoană cu anticorpi împotriva unui virus poate dezvolta o formă mai gravă a bolii atunci când este infectată cu un virus similar. ADE a fost observat în studiile pe animale pentru multe virusuri, dar rareori la oameni. Înainte de pandemie, ADE a fost observată în studii pe rozătoare cu vaccinuri împotriva SARS-CoV (virusul care provoacă sindromul respirator acut sever). Până în ianuarie 2022, nu au fost raportate cazuri de ADE la oamenii vaccinați împotriva COVID-19, iar studiile pe primate și datele colectate din utilizarea pe scară largă a vaccinurilor nu au identificat acest fenomen la vaccinurile COVID-19. Cu toate acestea, cercetătorii continuă să monitorizeze atent această posibilitate, în special în cazul noilor variante virale, cum ar fi varianta Delta.

#### Vaccinurile conțin țesut fetal avortat
În noiembrie 2020, au circulat pe internet afirmații conform cărora vaccinul produs de Oxford-AstraZeneca conținea țesut fetal avortat. În realitate, deși liniile celulare derivate dintr-un făt avortat în anii 1970 au fost utilizate în procesul de dezvoltare a vaccinului, moleculele din vaccin sunt separate de resturile celulare. Aceste linii celulare au fost, de asemenea, utilizate în dezvoltarea altor vaccinuri, dar niciun țesut fetal nu este prezent în produsul final al vaccinurilor.

#### Citotoxicitatea proteinelor de vârf (spike)
În 2021, informații eronate despre citotoxicitatea proteinele spike a SARS-CoV-2 au circulat pe rețelele de socializare, susținând că aceasta este „periculoasă” și „citotoxică”. Vaccinurile COVID-19 aprobate atunci utilizau ARNm sau adenovirusuri vectori pentru a produce proteina spike, determinând organismul să dezvolte un răspuns imun. Proteina spike produsă prin vaccinare nu este periculoasă și declanșează un răspuns imun sigur și eficient.

#### Sindromul imunodeficienței dobândite
În octombrie 2021, site-ul The Exposé a folosit date publicate de Agenția de Securitate Sanitară din Regatul Unit (UKHSA), pentru a susține în mod fals că vaccinurile COVID-19 nu doar că erau ineficiente, ci că persoanele vaccinate dezvoltau SIDA „mult mai repede decât se anticipase”. Aceste afirmații au fost nefondate și prezentate în mod înșelător. Mai târziu, site-ul a promovat o altă teorie a conspirației, conform căreia germanii complet vaccinați împotriva COVID-19 ar dezvolta SIDA până la sfârșitul lunii ianuarie 2022. Ambele afirmații au fost demontate de experți și nu au nicio bază științifică.

#### Vaccinurile ca cauză a decesului

##### Statele Unite ale Americii
Au circulat afirmații conform cărora datele din Sistemul de raportare a evenimentelor adverse ale vaccinurilor (VAERS) al Departamentului pentru Sănătate și Servicii Umane al Statelor Unite indică un număr ascuns de decese legate de vaccinul COVID-19. Aceste afirmații au fost dezmințite, fiind considerate o reprezentare înșelătoare a datelor de către surse antivaccin. VAERS raportează și stochează evenimente adverse fără a stabili o legătură de cauzalitate, inclusiv sinucideri, accidente de mașină, decese naturale cauzate de boli cronice și bătrânețe. Site-urile web precum Medalerts.org, asociat cu un centru antivaccin, și OpenVAERS au fost legate de diseminarea acestei dezinformări. Studiile comparative ale VAERS nu susțin aceste afirmații și arată că datele sunt adesea distorsionate.
Un raport de transparență din 2021 al Facebook a identificat cel mai distribuit link din Statele Unite, un articol din South Florida Sun-Sentinel despre decesul unui medic la două săptămâni după vaccinare. Deși medicul legist nu a găsit dovezi care să demonstreze o legătură cu vaccinul, articolul a fost răstălmăcit de grupurile antivaccin pentru a ridica îndoieli cu privire la siguranța vaccinurilor. De asemenea, Robert F. Kennedy Jr. și Del Bigtree au sugerat fără dovezi că moartea lui Hank Aaron, un membru al Hall of Fame din baseball, ar fi fost cauzată de vaccin, deși decesul său a fost raportat ca fiind din cauze naturale.
La 7 octombrie 2022, chirurgul general din Florida, dr. Joseph Ladapo, a emis un comunicat prin care descuraja bărbații cu vârste între 18 și 39 de ani să se vaccineze, invocând un studiu al Departamentului de Sănătate din Florida. Acest studiu susținea că bărbații vaccinați din această grupă de vârstă aveau o probabilitate cu 84% mai mare de a muri din cauza problemelor cardiace. Cu toate acestea, studiul nu a fost revizuit inter pares, nu a fost publicat în nicio revistă științifică, iar detalii despre autorii și metodele utilizate nu au fost prezentate. Studiul a fost criticat pentru denaturarea datelor, o perioadă de observație prea lungă și o lipsă de transparență. Steve Kirsch, un antreprenor cunoscut pentru promovarea dezinformării, a folosit studiul pentru a susține că vaccinurile cu ARNm sunt fatale pentru copii. De asemenea, un studiu publicat în JAMA a evidențiat un risc crescut de miocardită în termen de șapte zile de la vaccinare, în special în rândul bărbaților cu vârste între 16 și 17 ani, însă majoritatea cazurilor au fost ușoare.

##### Taiwan
În Taiwan, canalul de știri New Tang Dynasty Television, aflat sub influența Falun Gong, a distorsionat datele VAERS pentru a sugera că vaccinurile COVID-19, inclusiv vaccinul Medigen dezvoltat în Taiwan, au provocat mai multe decese decât virusul în sine.

##### Alte țări
Similar, în alte țări, precum Italia, Austria, Coreea de Sud, Germania, Spania, SUA, Norvegia, Belgia, Peru și Canada, au existat denaturări ale cazurilor de „decese după vaccinare” care au fost interpretate greșit ca „decese cauzate de vaccinare”.

#### Teorii ale conspirației legate de vaccinuri
1. Agent de urmărire: În noiembrie 2021, un corespondent de la Casa Albă pentru Newsmax a postat pe Twitter informații false, sugerând că vaccinul Moderna conține luciferază pentru a permite urmărirea persoanelor vaccinate.[99][100]

1. Detoxifierea vaccinurilor: Tot în noiembrie 2021, au apărut afirmații că o „baie de detoxifiere” cu sare Epsom, borax și argilă bentonită ar putea elimina efectele vaccinului.[101] Totuși, nu există dovezi științifice care să sprijine aceste afirmații; vaccinurile nu pot fi eliminate din organism după administrare.[102]

#### Disponibilitatea vaccinurilor în SUA
Conform reglementărilor FDA din SUA, un produs aprobat printr-o autorizație de utilizare de urgență (EUA) este considerat distinct din punct de vedere legal de un produs complet aprobat de FDA. Nu există diferențe de formulă între EUA și versiunile aprobate ale vaccinurilor, iar acestea sunt considerate interschimbabile odată aprobate. De exemplu, vaccinul Pfizer a fost etichetat „Pfizer-BioNTech COVID-19 Vaccine” la începutul distribuției, dar a primit numele „Comirnaty” la momentul aprobării.
Unii susținători ai teoriei antivaccin au afirmat că nicio variantă aprobată de FDA nu este „disponibilă” în SUA, deoarece dozele etichetate ca „Vaccin Pfizer-BioNTech COVID-19” erau încă distribuite, nu „Comirnaty”. Această afirmație a fost adusă în discuție de parlamentarii republicani și a fost folosită în procese împotriva mandatelor de vaccinare COVID-19.
Se mai afirmă că versiunea aprobată nu beneficiază de aceeași protecție juridică ca cea autorizată prin EUA. Conform Legii privind disponibilitatea publică și pregătirea pentru situații de urgență (PREP), persoanele afectate de contramăsuri COVID-19, inclusiv vaccinurile, pot solicita despăgubiri prin Programul de compensare a prejudiciilor cauzate de contramăsuri (CICP), o măsură ce se aplică tuturor vaccinurilor COVID-19, inclusiv celor neaprobate.

#### Vaccinurile ca „sisteme de operare”
O declarație de pe site-ul Moderna a asemănat vaccinurile ARNm cu sistemele de operare, ca o analogie, dar nu a afirmat că vaccinurile sunt efectiv sisteme de operare.

#### Campania de dezinformare a Departamentului Apărării
O investigație realizată de Reuters a descoperit că Departamentul Apărării (DoD) al Statelor Unite, ca represalii pentru încercările Chinei de a învinui Statele Unite pentru pandemie, a desfășurat o campanie de dezinformare în Filipine, extinsă ulterior în Asia Centrală și Orientul Mijlociu, având ca scop discreditarea Chinei, în special a vaccinului său Sinovac. Campania a fost descrisă ca o „răzbunare” pentru dezinformarea COVID-19 provenită din China îndreptată împotriva SUA și un efort de a contracara diplomația vaccinurilor chinezești. Această acțiune a avut loc în perioada 2020-2021 și a fost supravegheată de Comandamentul Operațiilor Speciale din Pacific, precum și de Comandamentul Central al Statelor Unite. Personalul militar de la Baza Forțelor Aeriene MacDill din Florida a operat conturi false de social media, dintre care unele existau de mai bine de cinci ani. În timpul pandemiei COVID-19, aceștia au diseminat hashtag-uri precum #ChinaIsTheVirus și postări care afirmau că vaccinul Sinovac conținea gelatină de porc, făcându-l astfel haram conform legii islamice. Diplomații americani, informați despre campanie, au fost împotriva acestei idei, dar au fost ignorați de armată, care a cerut, de asemenea, companiilor de tehnologie să nu elimine conținutul după ce acesta a fost raportat de platformele sociale. O revizuire retrospectivă efectuată de DoD a descoperit ulterior că unele mesaje sociale și politice erau „la multe leghe distanță” de obiectivele militare acceptabile. Principalul contractor din domeniul apărării în cadrul acestui proiect a fost General Dynamics IT, care a primit 493 de milioane de dolari pentru contribuția sa.

### Afirmații cu caracter social

#### Afirmații despre un vaccin înainte de a exista
Mai multe postări pe rețelele de socializare au promovat o teorie a conspirației conform căreia, în stadiile incipiente ale pandemiei, virusul era deja cunoscut și un vaccin era disponibil. PolitiFact și FactCheck.org au observat că nu exista niciun vaccin pentru COVID-19 la acea vreme. Brevetele menționate de diverse postări pe rețelele sociale se referă la brevete existente pentru secvențe genetice și vaccinuri pentru alte tulpini de coronavirus, cum ar fi coronavirusul SARS. Organizația Mondială a Sănătății (OMS) a raportat că, la 5 februarie 2020, în ciuda știrilor despre descoperirea unor „medicamente revoluționare”, nu existau tratamente eficiente cunoscute, inclusiv antibiotice și remedii pe bază de plante care nu erau utile.
O postare pe Facebook, care a devenit virală în aprilie 2020, susținea că șapte copii senegalezi au murit după ce au primit un vaccin anti-COVID-19. Un astfel de vaccin nu exista la acea vreme, deși unele se aflau în teste clinice.

#### Magnetizare
Unii utilizatori ai rețelelor de socializare au afirmat în mod fals că vaccinurile COVID-19 îi magnetizează pe oameni, făcându-i să atragă obiecte metalice. Pe platforme precum Instagram, Facebook, Twitter, YouTube și TikTok, au fost răspândite clipuri video în care oamenii prezentau magneți lipiți de locul injecției, susținând că vaccinarea implantează un microcip în braț. Activista antivaccin Sherri Tenpenny, invitată ca martor expert în fața unei audieri din iunie 2021 a Comisiei pentru Sănătate a Camerei Reprezentanților din Ohio, a promovat această afirmație falsă, adăugând: „Există oameni care suspectează de mult timp că a existat un fel de interfață, încă nedefinită, între ceea ce se injectează în aceste vaccinuri și toate turnurile 5G.”
Cipurile compatibile cu 5G sunt de aproximativ 13 ori prea mari pentru a putea fi injectate prin acele utilizate pentru vaccinurile COVID-19, care au un diametru intern între 0,26 și 0,41 milimetri. Majoritatea microcipurilor nu conțin componente feromagnetice, fiind realizate în principal din siliciu. Obiecte netede, cum ar fi magneții, pot să adere de pielea cuiva dacă pielea este ușor uleioasă. Niciun vaccin COVID-19 autorizat pentru utilizare în SUA sau Europa nu conține ingrediente magnetice sau metalice, nici microcipuri. În schimb, vaccinurile conțin proteine, lipide, apă, săruri și soluții tampon de pH.

#### Ace care dispar
Utilizatorii Twitter și YouTube au distribuit clipuri video care susțineau că injecțiile cu vaccin administrate lucrătorilor din domeniul sănătății au fost înscenate cu ajutorul unor seringi cu „ace care dispar”. În realitate, seringi utilizate erau seringi de siguranță, care retrag automat ace odată ce vaccinul este injectat, pentru a reduce rănile accidentale provocate de acele asistentelor medicale și lucrătorilor din laborator.

#### Diviziuni politice și neîncredere în guvern
Discursurile împotriva vaccinurilor COVID-19 au devenit parte a setului de convingeri al QAnon, întrucât adepții au folosit pandemia pentru a promova teoria conspirației. În 2021, Romana Didulo, o teoreticiană canadiană a conspirației afiliată QAnon, care se autointitula „Regina Canadei”, a încurajat adepții săi online să hărțuiască întreprinderile și autoritățile publice canadiene, cerându-le să înceteze toate măsurile legate de combaterea pandemiei. A fost reținută la sfârșitul lunii noiembrie după ce a îndemnat cei 73.000 de adepți ai săi de pe Telegram să „tragă să omoare” toți lucrătorii din domeniul sănătății care administrează vaccinurile COVID-19.
Mișcarea antivaccin a atras și grupuri antiguvernamentale, cum ar fi cetățenii suverani și „oamenii liberi pe pământ”.
În timpul închiderilor din Bulgaria, multe cartiere de romi au susținut că au fost supuse închiderilor fără explicații adecvate, deși nivelul infecțiilor în alte părți ale țării era mai ridicat decât în cartierele lor. Comunitățile aveau deja o neîncredere în instituții și în guvern, contribuind astfel la crearea unei relații și mai tensionate și a lipsei de încredere.
În Franța, Florian Philippot și Nicolas Dupont-Aignan, candidați de dreapta la alegerile prezidențiale din 2022, au exprimat îndoieli cu privire la eficacitatea și siguranța vaccinului.

### Investigații guvernamentale
În decembrie 2022, guvernatorul Ron DeSantis, cunoscut pentru scepticismul său în privința vaccinurilor, a solicitat constituirea unui mare juriu pentru „a investiga activitatea criminală sau ilicită din Florida legată de dezvoltarea, promovarea și distribuirea vaccinurilor care ar trebui să prevină infecția, simptomele și transmiterea COVID-19”, menționând în mod specific declarațiile făcute de producătorii de medicamente și de oficialii federali.

## Controversa vaccinărilor

### Preocupări legate de neregularitățile menstruale
Îngrijorările legate de neregularitățile menstruale asociate cu COVID-19 au generat controverse în jurul vaccinării. O metaanaliză din 2023 a sugerat că vaccinarea anti-COVID-19 poate cauza neregularități menstruale, dar este nevoie de mai multe studii pentru a stabili o relație cauzală.

### Sarcina și reticența față de vaccin
O metaanaliză din 2022 referitoare la vaccinurile COVID-19 și sarcină a constatat că persoanele însărcinate sunt mai puțin probabil să se vaccineze în comparație cu cele care nu sunt însărcinate. Factorii asociați cu o participare mai scăzută la vaccinare în timpul sarcinii includ vârsta mai tânără, nivelul scăzut de educație, statutul socioeconomic inferior și lipsa de aderență la recomandările de vaccinare antigripală.
Studiul a evidențiat o influență variabilă a educației și a istoricului vaccinării, în funcție de rasă, sugerând că experiențele trăite cu rasismul sistemic pot afecta reticența față de vaccinare în timpul sarcinii.

### Hong Kong
În Hong Kong, percepția unui risc mai scăzut de a contracta COVID-19, dezinformarea cu privire la efectele secundare și eficacitatea vaccinurilor, precum și evenimentele politice și neîncrederea în guvernul HKSAR au dus la o rată scăzută de vaccinare. O situație similară a fost observată și în Taiwan, Macao și China continentală. Mulți locuitori din Hong Kong au considerat că guvernul promovează activ vaccinul Sinovac, în ciuda eficacității sale mai scăzute comparativ cu BioNTech și AstraZeneca. 
Rezidenții mai în vârstă erau reticenți față de vaccinul BioNTech din cauza temerilor legate de efectele secundare severe. Oficialii au declarat că persoanele cu „boli cronice severe necontrolate” nu ar trebui să primească vaccinul Sinovac și i-au sfătuit pe cei nesiguri să se consulte cu medicii lor. Teoriile conspirației cu privire la guvern s-au răspândit și din cauza unor probleme legate de ambalarea vaccinului BioNTech. Scepticismul față de medicina occidentală și preventivă a amplificat și mai mult ezitarea față de vaccinare.
Până la sfârșitul lunii mai 2021, aproximativ 19% dintre locuitorii Hong Kong-ului primiseră prima doză de vaccin, iar 13,8% primiseră a doua. Până la 1 ianuarie 2022, 62% din populație era complet vaccinată; totuși, la 7 februarie, doar 33% dintre persoanele cu vârsta de 80 de ani sau mai mult primiseră o doză. Pe măsură ce subvariantele Omicron s-au răspândit în oraș, un studiu a arătat că 15% dintre persoanele în vârstă de 80 de ani sau mai în vârstă, care nu erau imunizate, au murit după ce au contractat virusul, comparativ cu 3% dintre cei care au primit două vaccinuri Sinovac și 1,5% dintre cei care au primit două doze BioNTech.

### Statele Unite ale Americii

După introducerea vaccinurilor anti-COVID în decembrie 2020, a apărut o diferență între partide în ceea ce privește ratele de deces, indicând efectele scepticismului față de vaccin. În martie 2024, peste 30% dintre republicani nu primiseră un vaccin Covid, comparativ cu mai puțin de 10% dintre democrați.

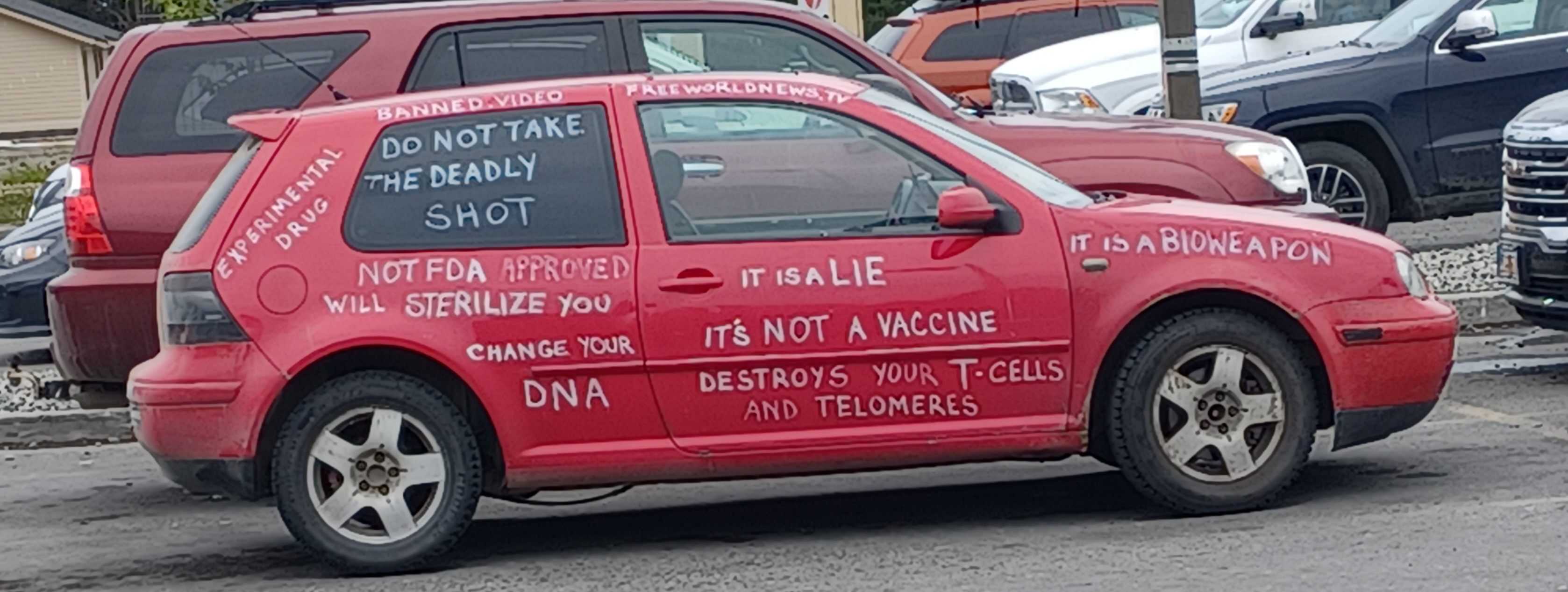
Vehicul cu teorii ale conspirației privind vaccinurile scrise pe el

În Statele Unite, reticența față de vaccinarea anti-COVID-19 variază semnificativ în funcție de regiune; totuși, cadrele medicale se vaccinează în proporții mai mari decât restul populației. Estimările din două sondaje sugerează că între 67% și 80% dintre persoanele din SUA ar accepta o nouă vaccinare împotriva COVID-19, cu disparități mari în funcție de nivelul de educație, statutul profesional, etnie și geografie. Un studiu realizat în SUA în ianuarie 2021 a arătat că încrederea în știință și în oamenii de știință era puternic corelată cu probabilitatea de a se vaccina împotriva COVID-19 în rândul celor nevaccinați. În martie 2021, 19% dintre adulții din SUA afirmau că au fost vaccinați, în timp ce 50% intenționau să se vaccineze.
Un studiu din 2022 a descoperit o legătură între dezinformarea COVID-19 online și ezitarea și refuzul vaccinării timpurii. Deși a existat o asociere puternică între reticența vaccinării și votul republican la nivel de județ și stat, autorii au constatat că asocierile dintre dezinformare și rezultatele vaccinării au rămas semnificative, luând în considerare factorii politici, demografici și socioeconomici.
Reticența față de vaccin poate fi observată în anumite grupuri sociale din cauza lipsei de surse medicale de încredere, a experiențelor traumatice anterioare legate de îngrijirea medicală și a teoriilor conspirației care circulă. Neîncrederea este frecvent întâlnită în rândul populației afro-americane, unde mulți cred că istoria Statelor Unite de utilizare a afro-americanilor ca subiecți de experimentare, inclusiv experimentele Tuskegee, stă la baza refuzului vaccinului.
Conform unui articol din The New York Times, doar 28% dintre locuitorii de culoare din New York cu vârste între 18 și 44 de ani erau complet vaccinați în august 2021, comparativ cu 48% dintre locuitorii latino-americani și 52% dintre locuitorii albi din această grupă de vârstă. Persoanele intervievate au citat neîncrederea în guvern, experiențele personale de rasism medical și istoria experimentelor medicale pe persoane de culoare, cum ar fi Studiul Tuskegee privind sifilisul, ca motive pentru reticența lor de a se vaccina.
Un profesor de la Universitatea din Varșovia, Polonia, a susținut că cercetările sale au demonstrat că neîncrederea medicală a fost mai mare în națiunile care au experimentat comunismul de tip sovietic, iar reticența față de vaccinare poate apărea atunci când țările impun reglementări stricte privind vaccinarea obligatorie. Neîncrederea medicală este, de asemenea, prevalentă în Rusia, unde unii locuitori afirmă că ar avea o înțelegere mai bună a vaccinurilor dacă ar exista mai multe statistici și cercetări despre Sputnik V și alte vaccinuri fabricate în Rusia.
Potrivit cercetătorului biomedicaal eter Hotez, el și alți oameni de știință care susțin public vaccinurile au fost hărțuiți pe rețelele sociale, au primit amenințări prin e-mail și au fost confruntați fizic de oponenții vaccinării. Hotez atribuie creșterea agresivității mișcării antivaccinare influenței extremiste a aripii drepte a Partidului Republican. El estimează că aproximativ 200.000 de decese evitabile cauzate de COVID-19, în special în rândul republicanilor, au avut loc în SUA din cauza refuzului de a se vaccina. Un studiu din 2023 publicat în Journal of the American Medical Association a constatat dovezi ale unui exces de mortalitate mai mare pentru votanții republicani comparativ cu votanții democrați din Florida și Ohio, după ce vaccinurile COVID-19 au fost disponibile pentru toți adulții din SUA.

## Contramăsuri

### Permise COVID-19
Unele țări utilizează sisteme de urmărire a vaccinării, aplicații sau pașapoarte denumite permise pentru a oferi anumite libertăți persoanelor vaccinate. În Franța, fiecare adult trebuie să prezinte un „pass sanitaire” înainte de a intra în anumite locații, cum ar fi restaurante, cafenele, muzee și stadioane sportive, după adoptarea unei legi în iulie 2021. Italia a raportat o creștere cu 40% a numărului de persoane care au primit prima doză de vaccin după un decret guvernamental din septembrie 2021, care impunea un permis de sănătate pentru toți lucrătorii din sectorul public și privat începând din octombrie 2021. Permise similare au fost implementate în țări precum Slovenia și Grecia. Lituania a introdus certificate de vaccinare pe care cetățenii cu vârsta de cel puțin 12 ani trebuie să le prezinte pentru a accesa majoritatea spațiilor publice interioare.

### Încurajarea de către figuri publice și celebrități
Multe personalități publice și celebrități au declarat public că s-au vaccinat împotriva COVID-19 și au încurajat oamenii să facă același lucru. Multe dintre acestea au realizat înregistrări video sau au documentat în alt mod vaccinarea lor, în parte pentru a contracara controversa vaccinărilor și teoriile conspirației legate de vaccinarea anti-COVID-19.

#### Politicienii
Mulți actuali și foști șefi de stat și miniștri au postat fotografii cu vaccinările lor, încurajându-i pe alții să se vaccineze. Aceștia includ Kyriakos Mitsotakis, Zdravko Marić, Olivier Véran, Mike Pence, Joe Biden, Barack Obama, George W. Bush, Bill Clinton, Dalai Lama, Narendra Modi, Justin Trudeau, Alexandria Ocasio-Cortez, Nancy Pelosi și Kamala Harris.
Regina Elisabeta a II-a și Prințul Philip au anunțat că au primit vaccinul, încălcând protocolul de a păstra confidențialitatea sănătății familiei regale britanice. Papa Francisc și Papa Benedict au declarat amândoi că s-au vaccinat. Într-o emisiune specială televizată, președintele Vladimir Putin a anunțat că a primit vaccinul vaccinul Sputnik V și a subliniat că toate vaccinurile sunt sigure.

#### Personalități media
Azi a fost o zi bună. Niciodată nu am fost mai fericit să aștept la coadă. Dacă sunteți eligibili, alăturați-vă mie și înscrieți-vă pentru a vă face vaccinul. Vino cu mine dacă vrei să trăiești!
Dolly Parton s-a filmat vaccinându-se cu vaccinul Moderna, pe care a contribuit la finanțarea sa, și a creat o versiune adaptată a cântecului său „Jolene” denumită „Vaccine”. Alți muzicieni, precum Patti Smith, Yo-Yo Ma, Carole King, Tony Bennett, Mavis Staples, Brian Wilson, Joel Gray, Loretta Lynn, Willie Nelson și Paul Stanley, au publicat fotografii în care se vaccinează și au încurajat și altele să facă același lucru. Joel Gray a declarat: „Am făcut vaccinul pentru că vreau să fiu în siguranță. Am pierdut atât de mulți oameni din cauza COVID. Am pierdut câțiva prieteni. Este sfâșietor. Înfricoșător”.
Mulți actori, inclusiv Amy Schumer, Rosario Dawson, Arsenio Hall, Danny Trejo, Mandy Patinkin, Samuel L. Jackson, Arnold Schwarzenegger, Sharon Stone, Kate Mulgrew, Jeff Goldblum, Jane Fonda, Anthony Hopkins, Bette Midler, Kim Cattrall, Isabella Rossellini, Christie Brinkley, Cameran Eubanks, Hugh Bonneville, Alan Alda, David Harbour, Sean Penn, Amanda Kloots, Ian McKellen și Patrick Stewart au postat fotografii în care se vaccinează și au încurajat pe alții să facă același lucru. Judi Dench și Joan Collins au anunțat, de asemenea, că au fost vaccinate.
Vă rog și reasigurați-vă de ce să vă vaccinați este o mișcare. Salvați o viață sau două. Cine știe?
Alte personalități TV, precum Martha Stewart, Jonathan Van Ness, Al Roker și Dan Rather, au postat fotografii în care se vaccinează și i-au încurajat pe alții să facă același lucru. Stephen Fry a împărtășit, de asemenea, o fotografie cu vaccinarea sa și a scris: „Este un moment minunat; nu doar că este util pentru propria sănătate, dar știi că ai șanse să fii mai puțin contagios dacă se întâmplă să porți virusul... Este un simbol că faci parte din societate, din grupul în care toți vrem să ne protejăm unii pe alții și să terminăm cu această problemă”. Sir David Attenborough a anunțat că a fost vaccinat. Personalitatea TV olandeză Beau van Erven Dorens s-a vaccinat în direct la TV, în emisiunea sa de noapte, pe 3 iunie 2021.

#### Sportivi
Magic Johnson și Kareem Abdul-Jabbar au publicat fotografii în care se vaccinează și i-au încurajat pe alții să facă același lucru; Abdul-Jabbar a declarat: „Trebuie să găsim noi modalități de a ne proteja reciproc”.

#### Comunități specifice
Romesh Ranganathan, Meera Syal, Adil Ray, Sadiq Khan și alții au realizat un videoclip în care încurajau comunitățile minorităților etnice din Regatul Unit să se vaccineze, abordând și teoriile conspirației. Aceștia au afirmat că „nu există dovezi științifice care să sugereze că vaccinul va funcționa diferit în cazul persoanelor din minoritățile etnice și că acesta nu conține carne de porc sau orice material de origine fetală sau animală”.
Oprah Winfrey și Whoopi Goldberg au discutat despre vaccinare și i-au încurajat pe alți americani de culoare să facă acest lucru. Stephanie Elam s-a oferit voluntar pentru a participa la studiu, declarând: „O mare parte din motivul pentru care am vrut să mă ofer voluntar pentru această cercetare privind vaccinul anti-COVID-19 este că mai mulți oameni de culoare trebuie să participe la aceste studii, astfel încât diverse populații să beneficieze de rezultatele acestei cercetări medicale”.

### Experiențe anterioare ale persoanelor reticente și ale altora
Numeroase articole de presă, interviuri televizate și postări pe rețelele de socializare au apărut în 2021 pentru a evidenția fie furia persoanelor care au avut copii sau membri de familie cu imunitate compromisă care au contractat COVID-19, fie a celor care au ezitat să se vaccineze și au fost testați pozitiv ulterior. Prof. Chris Whitty, Chief Medical Officer pentru Anglia, a scris pe Twitter în septembrie 2021 că „majoritatea pacienților noștri spitalizați cu Covid sunt nevaccinați și regretă că au întârziat vaccinarea”, aproximativ 60% din toate spitalizările cauzate de COVID-19 în Regatul Unit fiind persoane nevaccinate. În timp ce unele cazuri au permis deschiderea mai multor discuții despre vaccin și efectele bolii, unii au rămas ezitanți în privința procesului de vaccinare, în timp ce alții și-au exprimat regretul pentru că nu s-au vaccinat sau s-au decis să se vaccineze.

### Carantine direcționate și amenzi
Austria și Germania au anunțat amândouă la sfârșitul anului 2021 că vor introduce carantine doar pentru cetățenii nevaccinați. În Grecia, persoanele care refuză să se vaccineze și au peste 60 de ani vor fi amendate cu 100 de euro pe lună, iar amenzile vor fi direcționate către un fond pentru servicii spitalicești. În Singapore, toți cetățenii care aleg să nu se vaccineze trebuie să își plătească integral facturile medicale în cazul în care sunt testați pozitiv și primesc îngrijiri spitalicești, în timp ce în Ucraina toți profesorii și funcționarii guvernamentali care rămân nevaccinați au fost plasați în concediu fără plată. De asemenea, restaurantele, centrele comerciale și centrele de fitness trebuie să aibă 100% din angajați vaccinați pentru a funcționa.

### Loterii și beneficii legate de vaccinuri
Kremlinul a anunțat că cetățenii care se vaccinează vor fi răsplătiți cu o vacanță în stațiunile din Crimeea, iar alte campanii de promovare a vaccinării au inclus burse, bani și premii, cum ar fi bilete la meciuri sau mașini în Statele Unite. O inițiativă din Illinois a oferit 1.000 de dolari pe săptămână timp de cinci săptămâni celor care se vaccinează, iar o altă inițiativă din New York a promis un lot de 5 milioane de dolari, alături de câteva premii de 50.000 de dolari.

### Mandate de vaccinare
În Franța, începând din septembrie 2021, toți lucrătorii din domeniul sănătății trebuie să fi primit cel puțin o doză de vaccin pentru a putea continua să lucreze, iar cei care nu respectă această cerință pot fi suspendați fără plată. Alte grupuri de lucrători care au fost obligate să se vaccineze mai devreme în cursul anului sunt militarii și pompierii. În noiembrie 2021, Austria a anunțat că va introduce un mandat de vaccinare la nivel național.
În Statele Unite, multe întreprinderi, școli și universități, furnizori de asistență medicală, și agenții guvernamentale au adoptat mandate de vaccinare. Multe dintre aceste mandate permit excepții pentru persoanele care nu se pot vaccina din motive medicale sau religioase, precum și opțiunea de a fi testate regulat. Totuși, mandatul federal semnat în septembrie 2021 nu a inclus această opțiune. Unele mandate se concentrează doar pe grupuri specifice; de exemplu, Universitatea Rutgers a impus vaccinarea doar pentru studenți și angajați din domeniul asistenței medicale și al siguranței publice.
Mandatele de vaccinare au fost contestate în instanță; un judecător din New York a blocat temporar un mandat pentru lucrătorii din domeniul sănătății care susțineau că nu pot renunța la vaccin din motive religioase. De asemenea, procurorul general din Arizona, Mark Brnovich, a dat în judecată administrația Biden pentru mandatul său de vaccinare destinat angajaților federali și întreprinderilor private cu peste 100 de angajați.
La nivel local, s-au înregistrat presiuni suplimentare împotriva mandatelor de vaccinare; cel puțin un departament al șerifului din California a anunțat că nu va pune în aplicare niciun mandat de vaccinare, considerându-l o „ultimă linie de apărare împotriva exagerării tiranice a guvernului”. De asemenea, în alte jurisdicții s-au raportat demisii în masă din cauza mandatelor de vaccinare.